# Turica (Lučani)
Turica (Servisch: Турица) is een plaats in de Servische gemeente Lučani. De plaats telt 634 inwoners (2002).